# Nénita
Nénita (Nenita) är en ort i Grekland.   Den ligger i prefekturen Chios och regionen Nordegeiska öarna, i den östra delen av landet, 210 km öster om huvudstaden Aten. Nénita ligger 146 meter över havet och antalet invånare är 903. Den ligger på ön Chios.
Terrängen runt Nénita är platt söderut, men åt nordväst är den kuperad. Havet är nära Nénita åt sydost. Närmaste större samhälle är Chios, 14,8 km norr om Nénita. 